# Philydor pyrrhodes
El ticotico lomicanelo (Philydor pyrrhodes), también denominado ticotico acanelado, hojarasquero colorado (en Colombia), limpiafronda lomicanela (en Ecuador), tico-tico rabadilla acanelada (en Venezuela o limpia-follaje de lomo canela (en Perú), es una especie de ave paseriforme de la familia Furnariidae, perteneciente al género Philydor. Es nativo de la cuenca del Amazonas y del escudo guayanés en América del Sur. 

## Distribución y hábitat
Se distribuye ampliamente desde el sureste de Colombia (al sur desde el sur de Meta y Vaupés), hacia el este por el sur de Venezuela (Amazonas, Bolívar), Guyana, Surinam y Guayana francesa; hacia el sur por el este de Ecuador, este de Perú, Amazonia brasileña (al este hasta el norte de Maranhão, al sur hasta el oeste de Mato Grosso y sureste de Pará) y norte de Bolivia (al sur hasta Beni, extremo norte de Santa Cruz).
Esta especie es considerada poco común en su hábitat natural, los estratos inferior y medio del bosque húmedo, tanto en terra firme, cerca de las quebradas o caños, como también en las zonas inundables. Prefiere áreas donde abundan las palmas. Puede adaptarse a diversas alturas por debajo de los 1200 m de altitud.

## Descripción
Mide entre 14 y 16 cm de longitud y pesa entre 24 y 35 g. Plumaje del dorso color castaño rojizo rufo; alas gris pizarra; cara, grupa y cola de color canela brillante. Se diferencia de otras especies del género Philydor por el tono canela anaranjado ferruginoso de las partes inferiores.

## Alimentación
Se alimenta de insectos, que busca entre los matorrales y las hojas secas.

## Sistemática

### Descripción original
La especie monotípica P. pyrrhodes fue descrita por primera vez por el ornitólogo alemán Jean Cabanis en 1849 bajo el nombre científico Anabates pyrrhodes; su localidad tipo es: «costa de Guyana».

### Etimología
El nombre genérico neutro «Philydor» se compone de las palabras del griego « φιλος philos» que significa ‘que ama’, y «ὑδωρ hudōr, ὑδατος hudatos» que significa ‘agua’; y el nombre de la especie «pyrrhodes», se compone de las palabras del griego «purrhos» que significa ‘color de llama’ y «oidēs» que significa ‘semejante’.

### Taxonomía
Los estudios genéticos-moleculares de Derryberry et al. (2011), sugieren que el género Philydor es polifilético, con Philydor atricapillus, que es la especie tipo del género, probablemente hermanada con la presente especie, y este par formando un grupo monofilético con los géneros Heliobletus y Cichlocolaptes, pero que todas las otras especies actualmente en el género, están más próximas de otros géneros.